# Louis Jacob van Zyl
Louis Jacob van Zyl (oftast bara L. J. van Zyl), född den 20 juli 1985 är en sydafrikansk friidrottare som tävlar på 400 meter häck. 
van Zyls genombrott kom på VM för juniorer 2002 i Kingston där han vann guld på 400 meter häck. Han deltog på VM 2005 i Helsingfors där han slutade på sjätte plats. 
Under 2006 blev han först guldmedaljör vid Samväldesspelen och senare samma år blev han även guldmedaljör på Afrikanska mästerskapen. Året avslutade han med att bli tvåa på IAAF World Athletics Final i Stuttgart.  
Under 2007 deltog han vid VM i Osaka och slutade åtta i finalen. Vid Olympiska sommarspelen 2008 blev han femma. 
Inför VM 2009 var han en av favoriterna till guldet då han vid tävlingar i Monaco hade sprungit under 48 sekunder för första gången. Men väl i VM åkte han oväntat ut redan i semifinalen. Han avslutade emellertid friidrottsåret med att bli tvåa vid IAAF World Athletics Final 2009.

## Personliga rekord
- 400 meter häck - 47,94 från 2009